# Josu Ortuondo
Jesús María Sáenz Ortuondo (Ondárroa, Vizcaya, 11 de junio de 1951), más conocido como Josu Ortuondo, es un exfutbolista y entrenador español retirado, el último equipo al que dirigió fue el C. F. Palencia en la temporada 2007-2008.

## Trayectoria

### Como jugador
Josu Ortuondo comenzó a dar sus primeros pasos en el fútbol en la cantera del Athletic Club. El 14 de septiembre de 1969 debutó en Primera División en una victoria por 2-0 ante el RCD Mallorca. Militó cuatro campañas como extremo derecho en el Athletic Club. Tras finalizar su paso en el club bilbaíno, militó una temporada en el CD Logroñés, seis temporadas en el Real Oviedo. También jugó en el Atlético Español de México, el Lorca y el Córdoba, donde se retiró en 1984.

#### Palmarés
| Título                | Club          | País   | Año] |
| --------------------- | ------------- | ------ | ---- |
| Copa del Generalísimo | Athletic Club | España | 1973 |

### Como entrenador
Como técnico, el vasco es un hombre con una dilatada trayectoria en el fútbol español y conoce muy bien todas las categorías del fútbol español. En esta etapa destacan sus más de 400 partidos como técnico del Extremadura en cuatro periodos diferentes.
El 25 de junio de 1989, en la última jornada de la temporada 1988-89, el Linares CF (entrenado por Josu Ortuondo) y el Atlético Madrileño se juegan el ascenso a Segunda División. En el Vicente Calderón, los madrileños ganan por 2-0. Este resultado provocó que el equipo de Madrid subiera a Segunda División, con un punto de ventaja (en una liga a dos puntos por victoria) sobre el Linares CF. Meses antes, el 15 de marzo de 1989, Jesús Gil ficha al excompañero de Josu Ortuondo (en el Athletic), Javier Clemente para entrenar al Atlético de Madrid. Días después de la derrota del Linares CF, en julio de 1989, Josu Ortuondo y tres jugadores del Linares CF (Agustín Expósito Catarro, Francisco Javier Martínez Romero y Alberto Calvo Vallina) fichan por el At. Madrileño (para jugar en Segunda División en la temporada 1989-90) Esa temporada, el Atlético Madrileño baja a Segunda División B.
Fue entrenador de Primera División, con el Extremadura, en la temporada 1996-97 y, con el Salamanca, en la campaña 1998-99.

## Clubes

### Como jugador
| Club            | País   | Año       |
| --------------- | ------ | --------- |
| Bilbao Athletic | España | 1969-1970 |
| Athletic Club   | España | 1970-1973 |
| Real Oviedo     | España | 1974-1980 |
| Lorca Deportiva | España | 1982-1983 |
| Córdoba C. F.   | España | 1983-1984 |

### Como entrenador
| Club                   | País   | Año       |
| ---------------------- | ------ | --------- |
| Córdoba CF             | España | 1984-1986 |
| Polideportivo Almería  | España | 1987      |
| Linares CF             | España | 1988-1989 |
| Atlético de Madrid B   | España | 1989-1990 |
| CF Extremadura         | España | 1991-1994 |
| Club Deportivo Badajoz | España | 1994-1995 |
| CF Extremadura         | España | 1995-1997 |
| Rayo Vallecano         | España | 1997-1998 |
| UD Salamanca           | España | 1998-1999 |
| CF Extremadura         | España | 1999-2002 |
| Córdoba CF             | España | 2002-2003 |
| Algeciras CF           | España | 2003-2004 |
| CF Extremadura         | España | 2005-2007 |
| CF Palencia            | España | 2008      |